# 백암고등학교 (경기)
백암고등학교(白岩高等學校)는 대한민국 경기도 용인시 처인구 백암면 근창리에 있는 공립 고등학교이다.

## 학교 연혁
- 1964년 2월 10일 : 백암농업고등학교 3학급 인가
- 1964년 3월 9일 : 백암농업고등학교 제1회 입학식
- 1964년 4월 27일 : 백암농업고등학교 개교 기념식
- 1967년 2월 20일 : 백암농업고등학교 제1회 39명 졸업
- 1972년 8월 2일 : 백암고등학교로 교명 변경
- 1976년 8월 4일 : 백암종합고등학교(보통 6, 상과 3)로 교명 변경
- 2005년 10월 4일 : 백암고등학교 기숙사(백암학사) 준공
- 2009년 10월 19일 : 교육부지정 기숙형 고등학교 지정
- 2011년 3월 1일 : 교육부지정 기숙형학교 운영
- 2011년 5월 27일 : 백암고등학교 기숙사(청미학사) 준공
- 2017년 2월 3일 : 백암고등학교 제51회 135명 졸업(연 6,143명)
- 2022년 9월 1일 : 제24대 김대관 교장 취임
- 2023년 12월 29일 : 백암고등학교 제58회 48명 졸업
- 2024년 3월 4일 : 신입생 수 50명(일반계 43명, 회계사무과 7명)

## 설치 학과
- 7차일반
- 회계사무과

## 참고 자료
- 백암고등학교 - 한국교육학술정보원 학교알리미

## 근접한 학교
- 백암초등학교